# Elachistocleis magnus
Elachistocleis magnus é uma espécie de anfíbio da família Microhylidae. Endêmica do Brasil, pode ser encontrada nos estado de Rondônia, Mato Grosso, Pará e Amazonas.